# Benjamin Hemcke
Benjamin Hemcke (* 14. Februar 2003) ist ein deutscher Fußballspieler.

## Karriere
Nach seinen Anfängen in der Jugend des FV Wiehl 2000 wechselte er im Sommer 2017 in die Jugendabteilung von Viktoria Köln. Dort kam er nach sieben Einsätzen in der A-Junioren-Bundesliga auch zu seinem ersten Einsatz im Profibereich in der 3. Liga, als er am 14. August 2021, dem 3. Spieltag, bei der 1:3-Auswärtsniederlage gegen den SC Verl in der 71. Spielminute für Daniel Buballa eingewechselt wurde. Im Dezember 2021 verlängerte er seinen Profivertrag bis 2025. Hemcke bestritt am 9. August 2021 seinen ersten Einsatz im DFB-Pokal. In der 1. Hauptrunde 2021/22, traf er mit der Viktoria auf den Bundesligisten TSG 1899 Hoffenheim. Mit der Viktoria unterlag er der TSG knapp mit 2:3 nach Verlängerung. Hemcke kam in der Verlängerung für Jeremias Lorch in Spiel. Am Ende der Spielzeit 2021/22, konnte er mit dem Verein den Mittelrheinpokal gewinnen. Im Finale am 21. Mai 2022 gewann er mit der Viktoria mit 2:0 gegen den SC Fortuna Köln.
Hemcke schloss sich im Januar 2023 auf Leihbasis Alemannia Aachen in der Regionalliga West an, die Aachener entschieden sich im Sommer 2023 dafür, die ursprünglich für 18 Monate geplante Leihe vorzeitig zu beenden.
Für die folgende Saison wurde er an die SSVg Velbert verliehen, um nach einem Schlüsselbeinbruch wieder Spielpraxis zu bekommen.
Nachdem Hemcke in der Saison 2024/25 nach seiner Rückkehr aus Velbert ohne Ligaeinsatz für die Viktoria blieb, wechselte er im Januar 2025 erneut zur SSVg Velbert – diesmal jedoch fest. Im Sommer 2025 wird Hemcke die SSVg bereits wieder verlassen.

## Erfolge
- Mittelrheinpokal-Sieger: 2022, 2025 mit Viktoria Köln